# Mass Effect: Andromeda
Mass Effect: Andromeda — компьютерная игра в жанре ролевого боевика, разработанная студией BioWare для PC, PlayStation 4 и Xbox One, четвёртая игра в серии Mass Effect. Официально анонсирована 15 июня 2015 года на выставке Electronic Entertainment Expo 2015, релиз игры состоялся 21 марта 2017 года.

## Сюжет
Пол главного героя выбирает сам игрок, как и в предыдущих частях серии. Так, пользователь может играть за Скотта и Сару Райдер. Приведённое ниже описание сюжета использует Райдера-мужчину.
В 2176 году предпринимательница Джиен Гарсон основала международный проект «Инициатива Андромеда», цель которого — колонизация скопления Элея в галактике Андромеды, где было обнаружено множество пригодных для жизни планет, и создание сообщения между Андромедой и Млечным Путём. Спустя 9 лет, в 2185 году (по времени это было сразу после событий Mass Effect 2), в сторону Андромеды был запущен ведущий командный центр «Нексус», укомплектованный представителями пяти рас (людьми, саларианцами, турианцами, азари и кроганами), с целью проложить путь запущенным через некоторое время четырём гигантским ковчегам с погруженными в анабиоз четырьмя расами (все упомянутые расы, кроме кроганов). На каждом из ковчегов находится командир — «Первопроходец», в задачу которого входит найти подходящую для своей расы планету. Спустя 634 года ковчеги прибывают в Андромеду.
Главными героями являются брат и сестра Скотт и Сара Райдеры, отец которых, Алек, является «Первопроходцем» на ковчеге людей — «Гиперионе». В соответствии с инструкциями, Алек и Скотт Райдеры первыми выходят из анабиоза и обнаруживают, что, во-первых, «Гиперион» отклонился от курса и потерял контакт с «Нексусом» и остальными ковчегами, а во-вторых, скопление Элея заполнено некими энергетическими субстанциями, именуемыми «Скверной». Одновременно, из-за того, что «Гиперион» напоролся на «Скверну», капсула Сары получает повреждения и она впадает в кому. Положение осложняется тем, что на борту «Гипериона» продолжают оставаться в анабиозе 20 тысяч человек, и без поддержки «Нексуса» «Гиперион» не сможет долго поддерживать их жизнеобеспечение.
Алек и Скотт отправляются исследовать первую планету, которая в планах «Андромеды» была обозначена как одна из самых пригодных для жизни. В этом им помогает суперкомпьютер СЭМ, с которым они связываются дистанционно. Сразу же при высадке обнаруживается, что планета непригодна для жизни из-за постоянно бушующих гроз. Также выясняется, что планета уже колонизирована гуманоидной расой — кеттами, — которые встречает новоприбывших недружелюбно и убивают нескольких. Одновременно на планете обнаруживаются гигантские строения (Реликты) другой высокоразвитой расы — джардаан, — которая когда-то обосновалась в Элее, но затем исчезла из-за влияния «Скверны». По ходу игры, Райдер выясняет, что данные строения являются своего рода «компьютерами», предназначенными для терраформирования планет. Параллельно этими сооружениями интересуются и кетты с их предводителем Архонтом. В какой-то момент Скотт, сделав поверхностное сканирование Реликтов с помощью СЭМа, выясняет, что построены они были примерно 400 лет назад — то есть, уже после запуска «Нексуса» и ковчегов, поэтому руководство «Инициативы Андромеды» не могло знать о том, что Элея может быть населена разумными расами. Райдеры производят диверсию, пытаясь помешать кеттам, но при этом гибнет Алек. Он ценой своей жизни спасает Скотта, отдав ему свой шлем.
Скотт просыпается в медблоке. Выясняется, что каким-то образом СЭМ слился с ним воедино, теперь они одно целое. С помощью него Райдер в дальнейшем исследует Реликты и учится ими управлять. Заняв место отца, Скотт направляет «Гиперион» в место, где «Нексус» должен был находиться по изначальному плану. «Нексус» действительно оказывается там, но когда Скотт и остальные проникают внутрь, то от его обитателей с удивлением узнают, что Джиен Гарсон мертва, остальные три ковчега так и не прилетели, а сам «Нексус» уже год как безвольно дрейфует, потому что сразу после прибытия, подобно «Гипериону» напоролся на «скверну», что спровоцировало перегрузку систем электропитания и гибель большинства пассажиров. Незадолго до прибытия «Гипериона» на «Нексусе» вспыхнул бунт, который был подавлен, а бунтари разбежались на различные планеты, где построили небольшие поселения.
На одной из планет колонисты устанавливают контакт с местной расой — ангара. Ангара постоянно испытывают набеги кеттов, которые похищают представителей их расы. Райдер помогает им освободить товарищей, но при этом все узнают страшную тайну: кетты — религиозные фанатики, целью которых является «вознесение» всех существующих рас. Размножаться половым путём они не способны и для поддержания популяции им необходимо захватывать представителей других видов и изменять их генетическую карту, превращая в себе подобных. Таким образом, кетты стремятся вбирать лучшие качества представителей разных рас, чтобы развивать себя. Подвергшийся мутации превращается в кетта, но и частично сохраняет гены и внешние признаки своей расы, а также воспоминания.
Райдер вместе с представителем расы ангара, Джаалом, пытается помешать кеттам, но их ловят. Райдеру вводят неизвестное вещество, но затем им удаётся выбраться и добраться до главного корабля джардаан «Хи Тасира». Там они узнают, что есть Меридиан, с помощью которого можно управлять всеми строениями Реликтов в Андромеде. Герои обнаруживают, что Меридиан был давно отправлен в космос, поскольку он содержит все наследие расы джардаан и поэтому его решили спрятать. Но с помощью математических вычислений с поправкой на Скверну они находят его координаты, но тут появляется Архонт. Выясняется, что на самом деле он всё знал, узнавая информацию через имплантат с СЭМом Райдера, а так как теперь он ему не нужен, то Архонт отключает СЭМа. Герои оказываются в ловушке, но Райдер, через силу, всё же контролирует корабль джардаан и они выбираются из него. Также выясняется, что сестра Скотта также способна контролировать Реликты. Архонт захватывает «Гиперион» и забирает Сару, чтобы использовать её как ключ к Меридиану.
Все отправляются на поиски Меридиана и находят его. Это искусственная планета, на которой находится главный центр Реликтов. Во время схватки «Гиперион» падает на поверхность планеты. Герои прибывают вовремя, так как Архонт уже черпает силу из него и становится практически неуязвимым. Но Райдер успевает отключить питание и Архонт умирает. Колонизаторы устанавливают дипломатические отношения с ангара и продолжают развивать колонии на планетах скопления Элея. На Меридиане создаётся колония «Порт-Меридиан». Райдер запускает Меридиан, а вместе с ним и все терраформационные процессы на всех планетах скопления Элея, где есть хранилища, тем самым делая скопление полностью пригодным для жизни.
Параллельно по ходу действия игры Райдер находит аудиозаписи отца, из которых выясняется, что запуск проекта «Инициатива Андромеда» был частично ускорен и во многом спонсирован неким «Благодетелем», когда стало известно о грядущем вторжении Жнецов в Млечный Путь. Поскольку финал Mass Effect 3 никак не затрагивает игру, то никто из персонажей не знает, чем закончилось вторжение — из аудиозаписей Алека Райдера выясняется, что когда он проснулся на «Гиперионе», то получил несколько сообщений из Млечного Пути, посланных уже после начала вторжения.

## Игровой процесс
Подобно предыдущим играм серии, Mass Effect: Andromeda представляет собой action/RPG с видом от третьего лица; игрок управляет героем — одним из двоих Райдеров, Скоттом или Сарой. При выборе персонажа игрок может настроить его внешность и имя по своему усмотрению. В отличие от предыдущих игр, где игрок должен был в самом начале выбрать один из шести заданных классов персонажа с определёнными навыками, в Mass Effect: Andromeda определённых с самого начала классов нет, и игрок волен развивать навыки персонажа как посчитает нужным. Классы присутствуют в игре в виде «профилей» — например, если игрок предпочтет развивать «биотические» умения, со временем откроется профиль «Адепт» с бонусами, соответствующими этому стилю прохождения. Если игрок посчитает нужным, он может в любой момент перераспределить очки умений.
Игровой персонаж и его спутники передвигаются по галактике Андромеды на космическом корабле «Буря»; Райдер командует кораблем с мостика, где игрок может задать место назначения. Значительная часть игры происходит на поверхности планет — на большинстве планет игроку противостоят какие-либо враждебные существа и присутствуют вражеские базы или логова, нередко со множеством заданных сценарием событий. Герои перемещаются на вездеходе «Кочевник» — обновлённой версии классического «Мако» из первой игры серии. Он стал более функциональным и подвижным, но исчезла возможность стрелять. В начале июня 2015 года BioWare объявили о том, что боевая система новой игры значительно сложнее, чем в предыдущих играх.

### Романтические отношения
В игре есть возможность развивать романтические отношения с другими персонажами при выполнении определённых условий. Отношения могут быть или только легкими, не подразумевающими серьёзного развития дальше флирта в диалогах, или серьёзными, постепенно перерастающими из легкого флирта в любовные отношения. Разработчики старались привнести реализм, поэтому одновременно построить серьёзные отношения можно лишь с одним персонажем — после определённого этапа в отношениях строить их с другими персонажами уже нельзя. Пол главного героя также влияет на предпочтения союзников, с которыми можно завести отношения — в случае несоответствия пола главного героя и ориентации персонажа с ним можно построить лишь дружеские отношения. Чтобы построить отношения, главному герою необходимо регулярно говорить с персонажем, выбирая в диалогах соответствующие реплики, а также зачастую выполнять специальные миссии на лояльность.
Откровенность романтических сцен с персонажами различна. Например, в кульминации отношений с Ветрой экран просто затеняется. С Суви — камера отъезжает в сторону. У прочих персонажей сцены даже не выходят за грань поцелуев и объятий. Самые откровенные сексуальные сцены получили отношения с Пиби, Корой и Джаалом. Однако ряд вопросов возник по поводу однополых отношений; в игре имеются 2 персонажа-гея, которые могут навязываться герою, даже если он не заинтересован в отношениях, что вызывало раздражение у многих игроков. С другой стороны, своё возмущение выразили представители ЛГБТ, заметив, что персонажи-геи ведут себя стереотипно и роман с ними развивается гораздо быстрее, чем с гетеросексуальными партнёрами; к тому же они почти сразу же при знакомстве заявляют о своей ориентации, что совсем не соответствует реальному поведению людей и создаёт эффект демонстративности. Также было замечено, что Райдер-женщина имеет гораздо больше однополых партнёров, чем Райдер-мужчина, которому доступен роман лишь с двумя персонажами и ни один из них не является членом команды. Помимо этого, в общем было замечено, что разработчики уделили достаточное внимание гетеросексуальным отношениям с героем-мужчиной, но одновременно обделили вниманием героя-женщину. Так, однополые женские отношения заметно лучше проработаны и более разнообразные, чем гетеросексуальные, при том, что игроки-женщины, заинтересованные в наблюдении лесбийских романтических сцен, очевидно находятся в меньшинстве.
Патрисия Эрнандес из Kotaku заметила, что романтические возможности в игре заметно отличаются от таковых из оригинальной трилогии, где игрок прежде должен был сначала хорошо узнать персонажа и помочь ему в миссии. В Andormeda с персонажами можно начинать флиртовать, едва познакомившись с ними. С одной стороны, игра демонстрирует больше откровенных сексуальных сцен и лучше удовлетворяет сексуальные фантазии игроков, с другой — лишена романтической глубины.

### Многопользовательский режим
Сетевая игра представляет собой кооперативный режим. Команда до 4 человек должна выдержать 7 волн нападения, однако помимо простого выживания задачи некоторых волн могут включать в себя обезвреживание бомб, взлом и другое. Существует 4 уровня сложности: бронза (лёгкий), серебро (средний), золото (тяжёлый), платина (атакуют сразу все типы врагов: кетты, реликты, разбойники)
На некоторые задания можно отправлять «ударные отряды», которые создаются в самой игре, или пройти их самому. За выполнение таких заданий игрок получит награды для одиночной игры.
Для того, чтобы открыть новое оружие, снаряжение или персонажей, игрок должен покупать за внутриигровую валюту ящики, из которых выпадают случайные предметы. Поддерживается изменение цвета брони, однако изменять лица персонажей нельзя.

## Создание игры
Слухи о продолжении серии Mass Effect появились практически сразу после выхода Mass Effect 3. Разработка игры началась ориентировочно в конце 2012 года, при этом разработчики отметили, что не планируют продолжать историю капитана Шепарда и называть игру «Mass Effect 4». В ноябре 2013 года пользователь портала NeoGAF, который якобы побывал на закрытом показе игры, разместил пост, в котором указал на то, что BioWare спрашивали участников показа о том, какой игру хотят видеть они, и показали множество концепт-артов. Первый рабочий билд игры был готов в декабре 2013 года, об этом заявил в своём твиттере генеральный директор BioWare Аарон Флинн. В мае 2014 года генеральный директор отделения BioWare в Монреале Яник Рой объявил о том, что игра уже готова примерно наполовину.
На выставке Electronic Entertainment Expo 2014 9 июня 2014 года компанией-разработчиком был представлен ролик, в котором были продемонстрированы концептуальные прототипы пейзажей из следующей игры серии Mass Effect, а также графические достижения разработчиков при работе с движком Frostbite 3. Также было подтверждено, что события игры развернутся в «совершенно новом регионе космоса», но при этом будут иметь связь с событиями оригинальной трилогии:
Мы хотим преподнести абсолютно новую историю, но в то же время игнорировать всё то, о чём мы поведали в предыдущих играх, было бы нечестно по отношению к поклонникам.Аарон Флинн
В июле 2014 года несколько сотрудников BioWare приняли участие в Comic-Con 2014 в Сан-Диего, где поделились новой информацией об игре, представили новые концепт-арты и продемонстрировали обновлённую версию вездехода «Мако» из оригинальной игры Mass Effect. Было объявлено о возможности богатой кастомизации своего персонажа; арт главного героя игры опубликовала в своём твиттере журналист Андреа Рене. На этой же конференции разработчики сообщили, что главный герой новой игры будет подготовлен по специальной программе Альянса N7, как и капитан Шепард.
Официальный анонс игры состоялся 15 июня 2015 года в рамках конференции Electronic Arts на выставке Electronic Entertainment Expo 2015, где был продемонстрирован первый трейлер игры, записанный на движке Frostbite 3 и объявлено название проекта — Mass Effect: Andromeda. Главной музыкальной темой трейлера стал сингл Джонни Кэша «(Ghost) Riders In The Sky», что было спорно встречено в игровом сообществе. Вопреки ожиданиям некоторых аналитиков, релиз игры запланирован на конец 2016 года. Одновременно с этим в официальном блоге BioWare появилось новое сообщение, в котором были раскрыты некоторые факты о Mass Effect: Andromeda, среди которых удалённость игры во временном промежутке от оригинальной трилогии и принадлежность главного героя только к человеческой расе. Кроме того, было отмечено, что изображённый в трейлере персонаж не является главным героем.
При создании главного героя разработчики сделали акцент на женском персонаже по имени Райдер. Команда BioWare объяснилa это изменениями стандартов в игровой индустрии по сравнению с 10-летней давностью при создании оригинальной Mass Effect, когда главным героем обязательно должен был выступать «суровый мужик». Тогда как сегодня сильный женский персонаж — это уже норма.
Для новой игры создавались также новые расы из галактики Андромеды, в частности, кетты — главные антагонисты. Изначально по задумке как враги они имели устрашающий вид, однако впоследствии разработчики решили придать им гуманоидные черты, чтобы игроки могли им в какой-то степени сочувствовать.
Разработка игры сопровождалась рядом трудностей. В частности, EA Games, предполагая, что игру по популярной франшизе, которую ждало множество фанатов, ожидаемо ждёт успех, решила сэкономить средства на разработку и поручили её команде BioWare Montreal, не имевшей опыта разработки крупных игровых проектов. Разработкой оригинальной трилогии занималась команда BioWare Edmonton. Сначала команда долгое время работала над сеттингом и сюжетом, в результате решив сделать местом действия абсолютно новую галактику. Помимо этого, от многих задумок пришлось отказаться, например возможность управлять кораблём или отказ от процедурной генерации, которая делала бы поверхность каждой планеты у отдельного игрока уникальной, так как это оказалось невозможным объединить со структурой сюжета.
По сообщениям бывшего сотрудника BioWare, который пожелал остаться анонимным, провал игры связан и со стрессовой обстановкой в кругу разработчиков: дочерняя команда в Монреале, работавшая над проектом, конфликтовала с командой в Эдмонтоне. Многие разработчики, не согласные с политикой команды из Эдмонтона, оказывались в «чёрных списках» и руководство закрывало глаза на факт их притеснения и травли. Огромное количество сотрудников уволилось, особенно сильно пострадал отдел, отвечающий за анимацию. В сентябре 2015 года проект покинул Крис Шлерф, занимавший должность ведущего сценариста, а в декабре — старший директор проекта Крис Уинн. 4 марта 2016 года о своём уходе объявила старший редактор Кэмерон Харрис.

## Критика
| Сводный рейтинг       | Сводный рейтинг                                 |
| Агрегатор             | Оценка                                          |
| --------------------- | ----------------------------------------------- |
| GameRankings          | - (XONE) 73,86 % - (PS4) 70,11 % - (PC) 71,59 % |
| Metacritic            | (XONE) 76/100 (PS4) 71/100 (PC) 72/100          |
| Иноязычные издания    |                                                 |
| Издание               | Оценка                                          |
| Destructoid           | 6,5/10                                          |
| EGM                   | 6/10                                            |
| Game Informer         | 8/10                                            |
| GameRevolution        | [ 58 ]                                          |
| GameSpot              | 6/10                                            |
| GamesRadar+           | [ 60 ]                                          |
| IGN                   | 7,7/10                                          |
| PC Gamer (US)         | 80/100                                          |
| Polygon               | 7,5/10                                          |
| VideoGamer            | 7/10                                            |
| Русскоязычные издания |                                                 |
| Издание               | Оценка                                          |
| 3DNews                | 7/10                                            |
| PlayGround.ru         | 7/10                                            |
| Riot Pixels           | 55 %                                            |
| «Игромания»           | 8/10                                            |
| «Игры Mail.ru»        | 7,5/10                                          |
| «Канобу»              | 6/10                                            |
| «НИМ»                 | 7,7/10                                          |

Ещё до официального релиза многих фанатов франшизы беспокоил тот факт, что разработчики предоставляют слишком мало информации об игре. После выпуска новых видео многие остались недовольными из-за некачественной анимации персонажей, особенно женщины-Райдер; многие надеялись на то, что к моменту релиза разработчики исправят ситуацию, однако пробная версия игры, выпущенная за неделю до официального выхода, опровергла данные надежды. Некоторыми игроками было отмечено, что деревянная анимация порой выглядит даже хуже, чем в оригинальной Mass Effect десятилетней давности. Лицевая анимация стала объектом множественных шуток и мемов в интернете. Вскоре издания заметили, что за анимацию отвечала молодая девушка, имеющая поверхностный опыт в работе над 3D-графикой, являясь художницей по макияжу, моделью, бывшим торговым представителем и косплеером-любителем. До Andromeda сотрудница не имела никакого опыта в работе над играми. Вскоре геймеры устроили травлю девушки, обвинив её в том, что она получила свою должность «через постель» и виновата в провале игры. Но Bioware опровергли эту информацию на следующий же день, отметив, что Элли Леост — бывшая сотрудница и была по ошибке спутана с нынешним главой команды разработчиков.
После выхода Mass Effect: Andromeda получила смешанные отзывы СМИ, освещающих игровую индустрию. Критике в игре подверглись некачественная оптимизация и анимация персонажей, а также слабый сюжет. Из сильных сторон игры выделялись её боевая система и общая атмосфера. На сайте-агрегаторе Metacritic игра имеет в среднем от 71 до 76 баллов в зависимости от платформы. Издательство Игромания поставило проекту 8 баллов из 10 возможных.
Многие фанаты игровой серии оказались недовольны внешностью женской версии Райдер и обвинили разработчиков в том, что те намеренно испортили внешность женских персонажей в угоду идеям политкорректности и феминизма. В качестве аргументов в пользу своей теории они приводили фотографии модели, за основу которой брали внешность женщины Райдер. Хотя данная теория не была подтверждена, она стала приманкой для многих ксенофобски настроенных игроков и альтернативных правых, которые обвинили феминисток в провале игры и стали распространять комментарии женоненавистнического характера, в интернете стали распространяться фейковые новости, например ранний концепт арт женщины-Райдер, который на деле оказался отредактированным анонимом изображением, в котором внешность героини сделали более привлекательной. Хотя в игре при её выпуске имелись серьёзные проблемы с лицевой анимацией, они затрагивали всех персонажей независимо от пола, тем не менее игроки критически отнеслись именно к женским персонажам.
Другая фейковая новость объявляла, что за анимацию персонажей якобы отвечала Элли-Роуз-Мари, женщина-разработчик, виноватая в том, что женские персонажи в игре выглядят страшно. Вскоре разработчица стала получать сообщения с угрозами физической расправы и изнасилования.

### Прекращение поддержки
Ввиду шквала критики, а также слабых продаж игры было решено прекратить её поддержку и отменить все планировавшиеся одиночные дополнения. В августе 2017 года было объявлено об объединении BioWare Montreal с Motive Studios.

### Награды
| Год  | Награда                     | Категория            | Результат | Сноска |
| ---- | --------------------------- | -------------------- | --------- | ------ |
| 2016 | Golden Joystick Awards 2016 | Самая желанная игра  | Победа    | [ 87 ] |
| 2016 | Global Game Awards 2016     | Самая ожидаемая игра | Победа    | [ 88 ] |
| 2016 | The Game Awards 2016        | Самая ожидаемая игра | Номинация | [ 89 ] |